# Ripuaria
Ripuaria, è una località abitata del comune di Qualiano, nella città metropolitana di Napoli, in Campania.
Una parte della località rientra nel territorio del comune di Giugliano in Campania.. Sorge lungo la via provinciale Ripuaria.

## Geografia fisica
Sorge a ovest dei comuni di Qualiano, Giugliano e Villaricca, nel cuore della pianura campana, nelle sue vicinanze vi sono le località di Canosa, Ponte Riccio, Oleandro, Glicine-Teorema e Torretta-Scalzapecora. 

## Storia
Ripuaria nasce su terreni coltivati ai tempi dell'antica Roma, facenti parte delle pertinenze dell'antica città di Liternum. Dal XX secolo ha visto una raccapricciante cementificazione.
La parola "ripuario" significa "che vive sulle rive di un fiume o di un lago", infatti la strada costeggia un canale che porta le acque piovane a mare.

## Monumenti e luoghi d'interesse
La cementificazione continua, ha messo in pericolo le diverse testimonianze storiche, solo alcune di esse si sono salvate perché hanno avuto la fortuna di essere situate su luoghi pubblici, come la cosiddetta tomba del Cerbero, una necropoli risalente alla civiltà romana scoperta durante lavori alla fogne nelle adiacenze di via Ripuaria, in territorio giuglianese.

## Infrastrutture e trasporti
La stazione ferroviaria più vicina è quella di Stazione di Giugliano-Qualiano, nella località di Ponte Riccio.